# NGC 6723
NGC 6723 es un cúmulo globular en la constelación de Sagitario, cerca del límite con Corona Australis. De magnitud visual 6,8 es visible con prismáticos. Está situado justo debajo del centro galáctico a unos 2700 pársecs del mismo. Su edad se estima entre 15.000 y 16.000 millones de años. Fue descubierto por James Dunlop en 1826.